# Ställdon

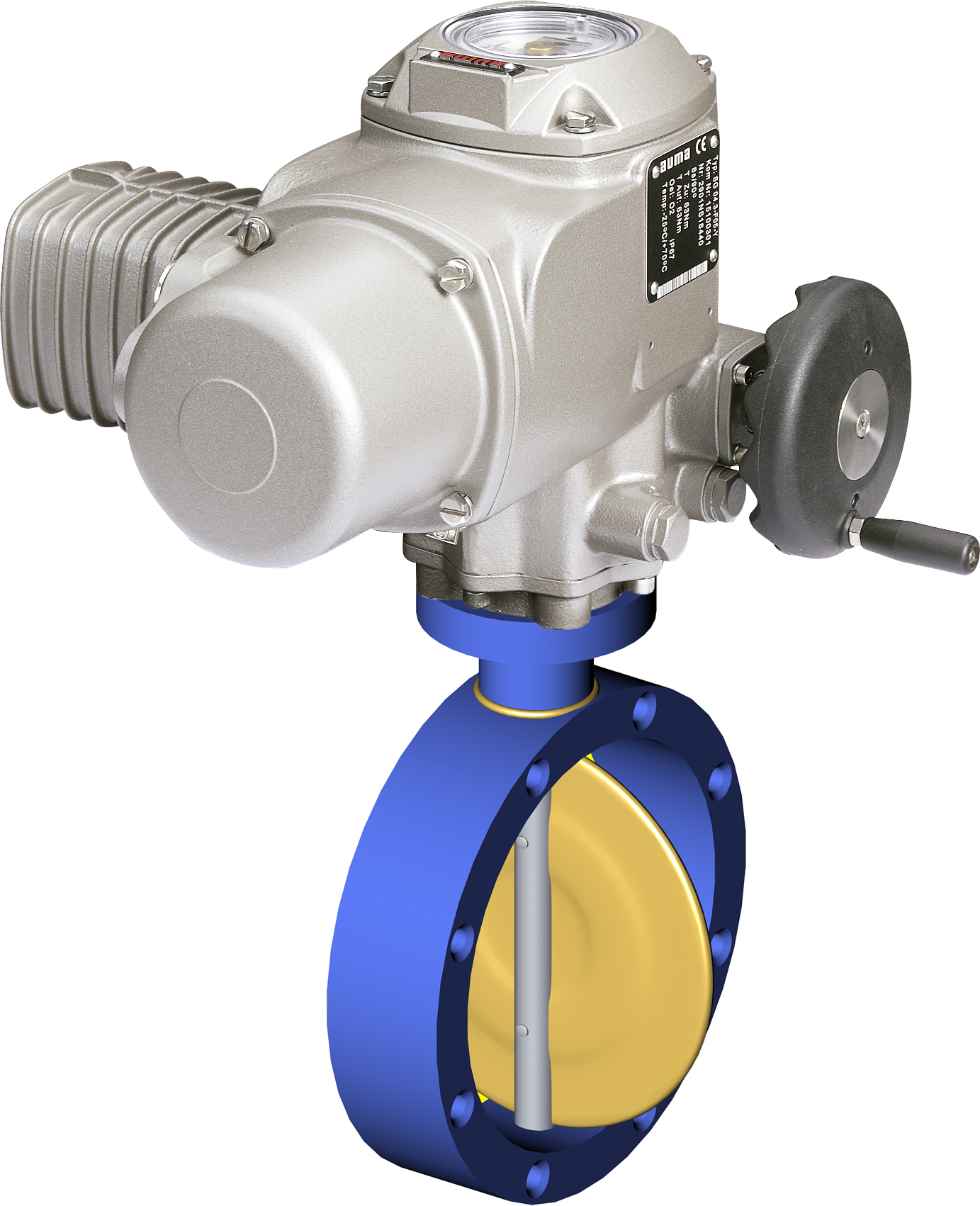
Ställdon som vrider en ventilplatta i en vridslidventil

Ett ställdon (ibland kallad aktuator efter engelskans actuator) är en anordning som används för att styra en mekanism eller mekaniskt system. Ställdonet styrs av en signal och omvandlar denna signal till en mekanisk rörelse eller en annan fysikalisk effekt. Signalen är ofta elektrisk, men kan också vara hydraulisk eller pneumatisk. Ställdon får normalt sin styrsignal från ett styr- och reglersystem som med hjälp av information från sensorer beräknar vad som ska utföras. Styr- och reglersystemet kan vara enkelt (ett fast mekaniskt eller elektriskt reglersystem), mjukvarubaserat (till exempel styrningen av en skrivare, styrsystem för en robot), eller manuellt. Ställdon är därmed den mekanism som styrsystemet använder för att reagera i en miljö. 
Exempel på sådant som utförs av ställdon är att öppna eller stänga ett flöde eller genomföra en förflyttning framåt/bakåt av något föremål. Ett konkret exempel på ett ställdon är en motordriven mekanisk enhet som öppnar eller stänger en ventil i ett rör där värmevatten flödar till ett värmeelement i en lokal. Detta ställdon kan vara kopplat till en styrenhet som får information från en temperaturgivare och skickar signaler till ställdonet för att hålla temperaturen i lokalen på ett visst värde.
Signalen som styr ställdonet kan endera vara tillräcklig för att också driva ställdonet, eller så kan det finnas en separat energikälla, t.ex. i form av en elektrisk ström.

## Typer av ställdon
Det finns fyra huvudsakliga slag av ställdon: hydrauliska, pneumatiska, elektriska och mekaniska.
- Hydrauliska ställdon är en cylinder- eller vätskemotor som använder hydraulisk kraft för att möjliggöra en mekanisk rörelse. Den mekaniska rörelsen ger en utgående signal i form av en linjär, roterande eller oscillerande rörelse. Eftersom vätska inte kan komprimeras är de långsammare att sätta igång och få fart och fordrar mer tid för att sakta in och stoppa.
- Pneumatiska ställdon, å andra sidan, omvandlar energi i form av komprimerad luft under högt tryck till en linjär eller roterande rörelse. Pneumatisk energi är att föredra för styrning av större maskiner för den svarar snabbt vid start och stopp eftersom kraftkällan inte behöver lagras som buffert vid driften.
- Elektriska ställdon är motorer som omvandlar elektrisk energi till mekaniska rörelser. Elektrisk energi används för att driva utrustning som har upprepade rörelser som en kägelventil eller en kilslidventil. Elektriska ställdon anses som en av de renaste och enklaste typerna eftersom de inte använder sig av olja.
- Mekaniska ställdon omvandlar en roterande rörelse till linjär rörelse för att utföra en förflyttning. Det kan handla om växlar, spår, block, kedjor och andra utrustningar som ska styras.